# Abadía de Weltenburg

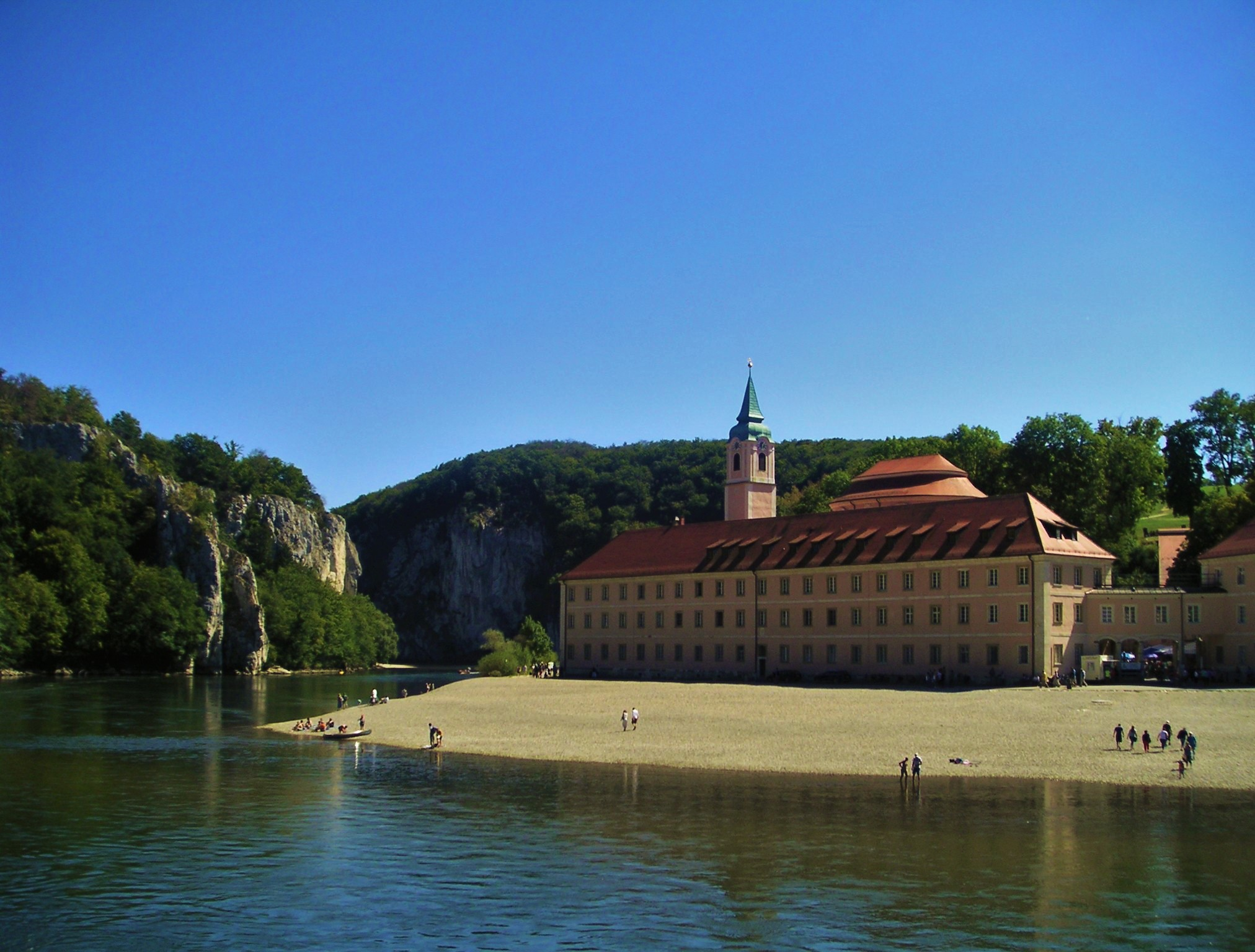
La abadía, en su entorno (las Gargantas del Danubio o Estrecho de Weltenburg).

La abadía de Weltenburg (Kloster Weltenburg) es una abadía benedictina de la localidad de Weltenburg, en las proximidades de Kelheim (Baviera, Alemania).

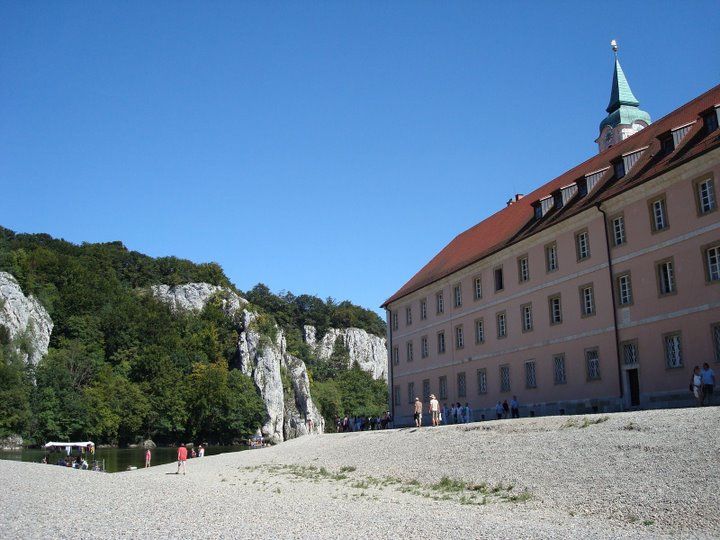
Vista desde el río.

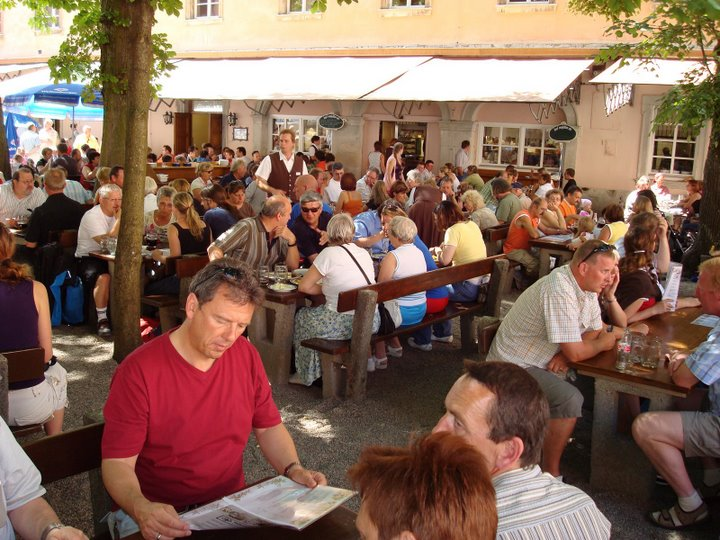
Beergarten ("jardín de la cerveza").

## Ubicación
Está ubicada en una península del Danubio situada en la sección del valle de este río llamada Gargantas del Danubio o Estrecho de Weltenburg (Donaudurchbruch, Weltenburger Enge).

## Historia
Las excavaciones arqueológicas han hallado restos que sugieren que en el Frauenberg (altura localizada sobre el actual monasterio) hubo un asentamiento prehistórico sobre el que se construyó un establecimiento militar romano. Cerca del año 45 d. C. la zona de Weltenburg era el punto de partida de la Via iuxta Danuvium, una calzada romana de uso militar y fronterizo que seguía por el sur el curso del Danubio hasta Brigobannis, un puesto fortificado cercano a la actual ciudad de Hüfingen. Por mucho tiempo esta vía fue la ruta más importante al norte de los Alpes que tuviera dirección este-oeste. En Mertingen (Sumuntorium) esta calzada se encontraba con la Via Claudia Augusta que la conectaba con el norte de Italia.

### Primera fundación
Según la tradición fue el primer monasterio de Baviera. Su fundación, hacia el 617, durante la misión hiberno-escocesa, fue a cargo de Agilus (Agilo de Rebais) y Eustasius (Eustasio de Luxeuil), dos monjes de la abadía de Luxeuil, que había sido fundada por san Columbano.: 3 
En la primera mitad del siglo VIII, la abadía adoptó la regla de San Benito, y fue patrocinada por el duque Tasilón III de Baviera.: 4, 30 
Al menos desde 932 paso a estar controlada por los obispos de Ratisbona. El obispo Wolfgang de Ratisbona tuvo una residencia construida en el Frauenberg. La iglesia abacial (reconstruida en 1716) fue consagrada en 1191. Arquitectónicmente era una iglesia de una sola nave con una cripta. Bajo el abad Konrad V (1441–1450) se renovaron los edificios de iglesia y abadía y se reformó la vida monástica.: 4 
La mayor prosperidad de la abadía se alcanzó en el siglo XVIII, bajo el abad Maurus Bächl (1713–1743). A ese periodo pertenecen los edificios barrocos del claustro y la iglesia abacial, dedicada a San Jorge, construida por los hermanos Asam (Cosmas Damian Asam y Egid Quirin Asam) entre 1716 y 1739.: 4 
El 18 de marzo de 1803 la abadía se disolvió como parte de la secularización de Baviera durante la mediatización alemana, confiscándose la plata del tesoro y prohibiéndose la aceptación de novicios. La cervecería y otros establecimientos de fueron vendidos a empresarios privados, pero la iglesia y el convento no se vendieron. En 1812 se convirtieron en iglesia parroquial, casa parroquial, escuela y casa del maestro de la población de Weltenburg.: 4 

### Segunda fundación
Por iniciativa del rey Luis I de Baviera, Weltenburg fue refundada como priorato de la abadía de Metten el 25 de agosto de 1842. Se renovó el convento y se recompraron otras propiedades, incluyendo la cervecería. Desde 1858 es miembro de la Congregación Bávara de la Confederación Benedictina, alcanzando el estatus de abadía independiente en 1913.: 4 
La capilla fue extensamente restaurada entre 1999 y 2008 con un coste de unos 6.5 millones de euros. Además, el convento fue renovado y la abadía protegida de las inundaciones.: 5 

## En la actualidad

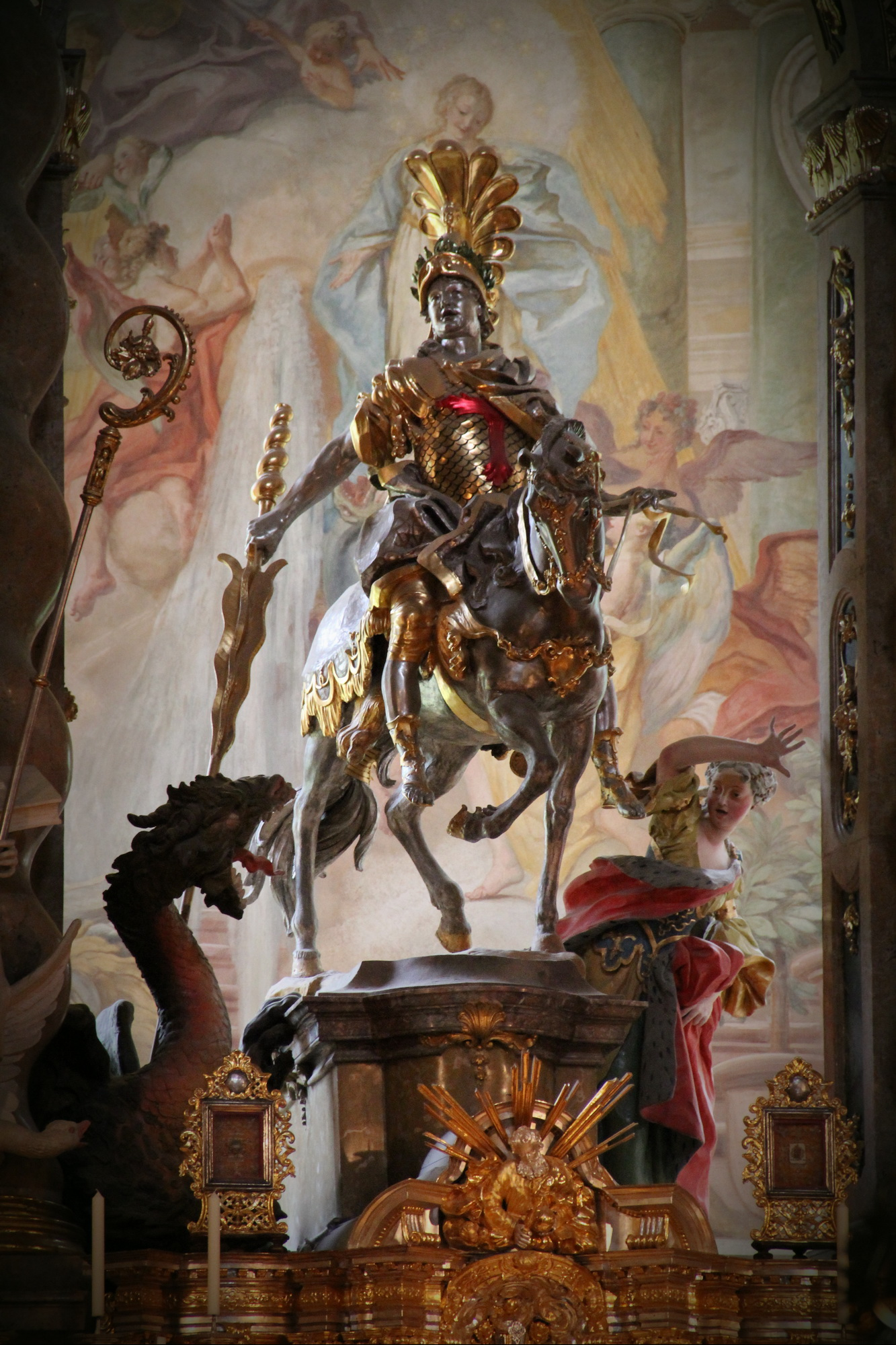
San Jorge en el altar mayor

### Abadía
Además de sus deberes tradicionales de hospitalidad, la abadía es responsable pastoral de dos parroquias. También desarrolla labores agrícolas y de educación de adultos, acogiendo conferencias y conciertos.: 5  El campus está abierto al público excepto por la sección reservada a los propios monjes.

### Cervecería abacial
La cervecería abacial de Weltenburg (Weltenburger Klosterbrauerei), que lleva funcionando desde 1050, sería la más antigua del mundo,: 30  condición disputada con la abadía de Weihenstephan. Una de sus producciones, la Weltenburger Kloster Barock Dunkel obtuvo la Copa del Mundo de Cerveza (World Beer Cup) de su categoría (dunkel) en 2004, 2008 y 2012. Un ala del edificio de la abadía, de cara al Danubio, aloja en su planta baja un gran restaurante gestionado por un arrendatario, que también sirve a sus clientes en el patio del monasterio, que aloja un gan biergarten al aire libre en los meses cálidos. El menú bávaro tradicional incluye queso y cerveza de la abadía.

## Véase también

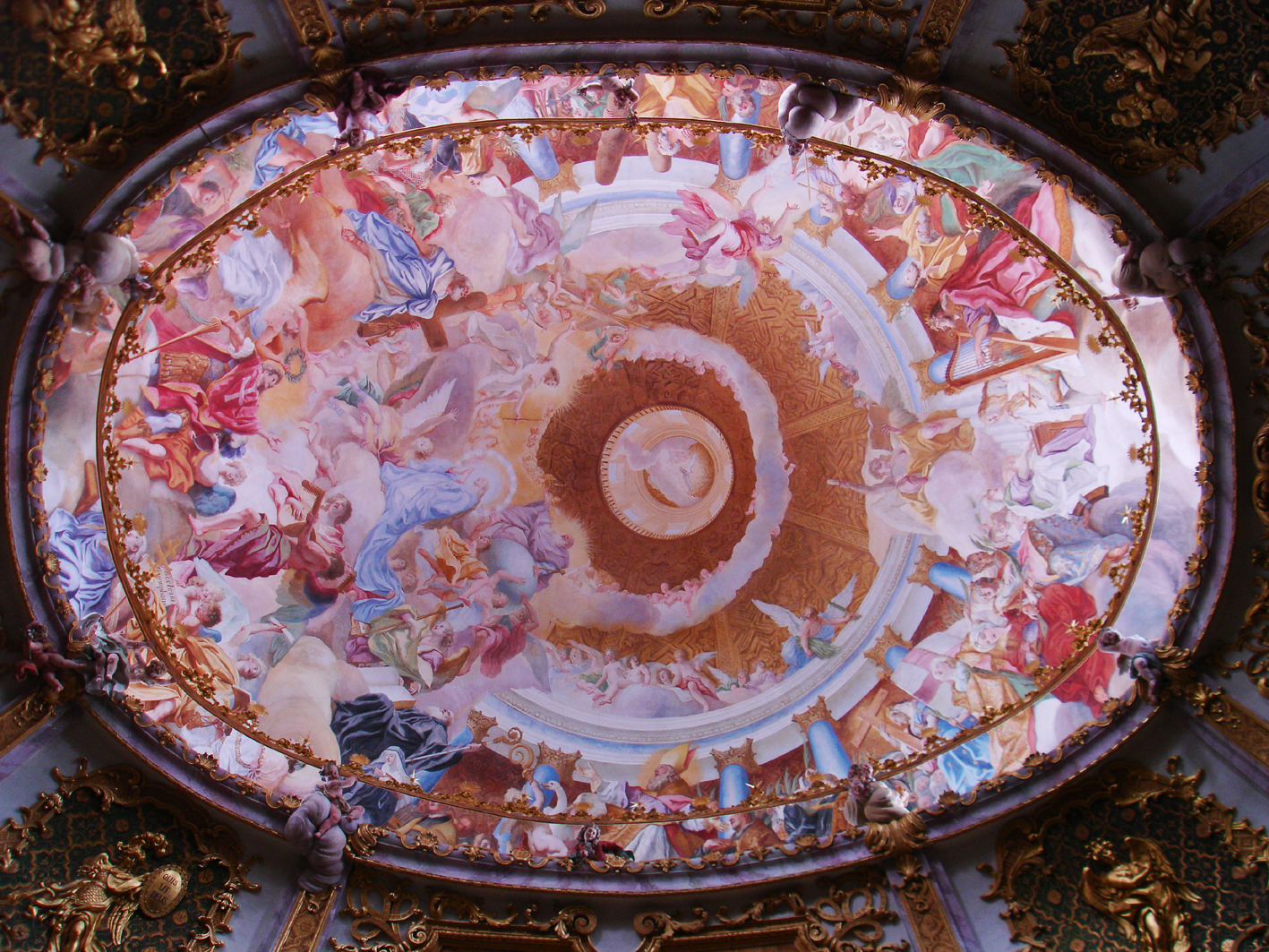
Vista de la cúpula, desde el interior de la iglesia.